# Quique y Flupi
Quique y Flupi o  Cuiqui y Flupi (Quick et Flupke) es una serie de historietas del autor belga Hergé, creador de Las aventuras de Tintín, que empezó a publicarse en Le Petit Vingtième el 23 de enero de 1930. Tuvo también una serie de cortos de aproximadamente un minuto de duración, para ser emitido en televisión.

## Argumento y personajes
Los protagonistas son dos niños bruselenses, llamados Quique y Flupi (Quick y Flupke, en la versión original). Sus travesuras suelen causarles problemas con sus padres o con el representante de la ley, el agente 15. Les gusta fabricar todo tipo de máquinas, tan inútiles como peligrosas.

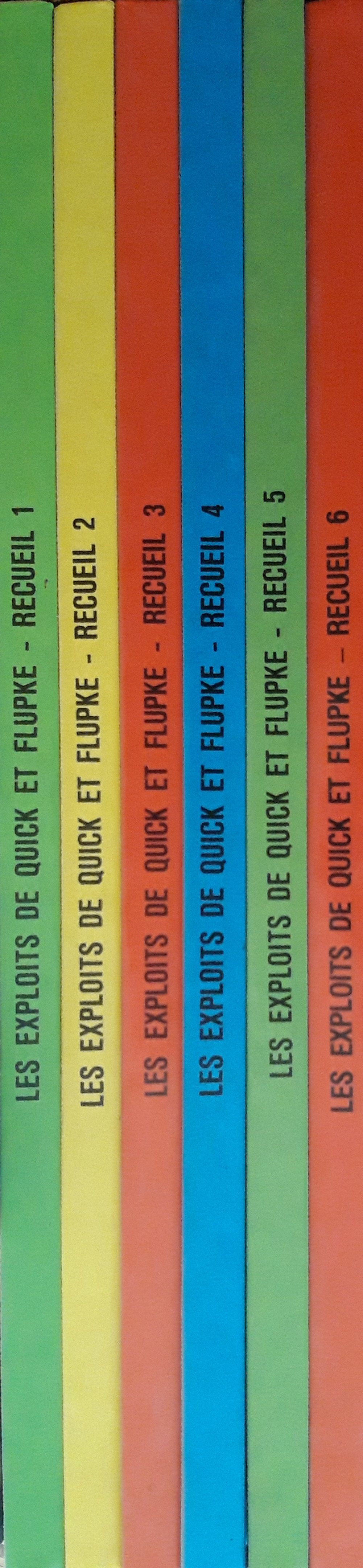
Recopilación
(1975 - 1982)

## Trayectoria editorial
Después de la Segunda Guerra Mundial, sus historietas fueron recogidas en álbumes. Los dos primeros se editaron en enero de 1949, y el undécimo y último vio la luz en 1969. Se hizo una nueva edición recopilatoria, recogiendo las mismas historias, en seis álbumes sucesivos, entre 1975 y 1982, con el título de Les exploits de Quick et Flupke ("Las hazañas de Quique y Flupi").
La editorial Casterman reeditó todas las historias protagonizadas por Quique y Flupi en una serie de doce álbumes publicados desde 1985 hasta 1991, con los siguientes títulos:
1. Haute tension (sept. 1985)
2. Tout va bien (sept. 1985)
3. Jeux interdits (sept. 1985)
4. Toutes voiles dehors (sept. 1986)
5. Chacun son tour (enero 1986)
6. Pas de quartier (enero 1987)
7. Pardon, Madame (enero 1987)
8. Vive le progrès (sept. 1987)
9. Catastrophe (enero 1988)
10. Farces et attrapes (enero 1989)
11. Coups de bluff (enero 1990)
12. Attachez vos ceintures (enero 1991)

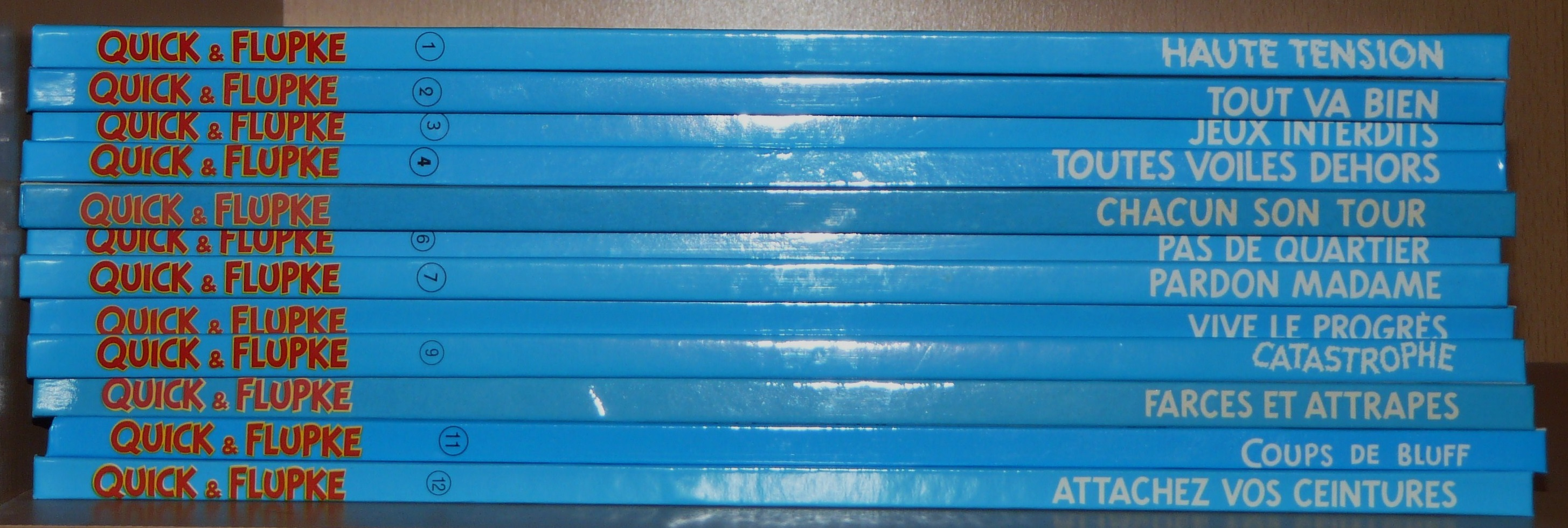
Los 12 tomos de reedición moderna

### Ediciones en español
Editorial Juventud publicó primero la recopilación "Les Exploits de Quick et Flupke" (de 1975 a 1982). 
En esta edición se basó la española de Editorial Juventud, cuyos títulos son los siguientes: 
1. Alta tensión (1990)
2. Juegos prohibidos (1991)

### Cortos televisivos
En 1983, una serie de cortos televisivos basados en las historietas de Quick y Flupke fueron emitidos en distintos países, siendo luego recopilados para un lanzamiento especial en DVD. Su producción estuvo bajo la supervisión de Studios Hergé. Cada corto tenía una duración aproximada de 1 minuto, los cuales comenzaban con una intro en la cual se mostraba una pared con una escalera y un balde de pintura, al cual los protagonistas se acercan disimulando pasar casualmente. Al pegar un rápido vistazo para ver si había alguien cerca, secuestran la escalera y el balde y comienzan a vandalizar la pared. Pero el plan se hecha a perder con la llegada del Agente 15, quien haciendo sonar su silbato provoca que los protagonistas huyan dejando abandonados la escalera y el balde, pero habiendo logrado pintar en la pared la frase "Quick et Flupke". 

## Apariciones en "Tintín"
Se ve a Quique y a Flupi entre la multitud que despide a Tintín en la estación cuando parte hacia el Congo, en la primera viñeta del álbum Tintín en el Congo. Estarán otra vez entre la multitud cuando Tintín y sus compañeros parten hacia el Ártico, en la página 20 del álbum La estrella misteriosa.
- Datos: Q1195574
- Multimedia: Quick et Flupke / Q1195574